# وست هیل (اوهایو)
وست هیل (به انگلیسی: West Hill) یک منطقهٔ مسکونی در ایالات متحده آمریکا است که در شهرستان ترامبل، اوهایو واقع شده‌است. وست هیل ۴٫۲ کیلومتر مربع مساحت و ۲٬۵۲۳ نفر جمعیت دارد و ۳۱۸ متر بالاتر از سطح دریا واقع شده‌است.